# Cnidaria
Gli cnidari costituiscono un phylum di animali acquatici a simmetria raggiata, diblasteri ed acquatici.
Tipici rappresentanti di questo gruppo sono le meduse, i coralli, le gorgonie e gli anemoni di mare o attinie.

## Anatomia e fisiologia
Il corpo degli Cnidari ha una sola apertura, circondata da tentacoli, 
che funge da bocca ma serve anche per espellere l'anidride carbonica e le sostanze di rifiuto. 
I tentacoli servono per afferrare le prede.
La cavità interna, detta celenteron, 
è una vera cavità gastrovascolare, che si prolunga in parte anche nei tentacoli.
Il celenteron svolge due funzioni:
- digestiva, in quanto vi si riversano succhi digestivi prodotti dalle cellule che lo rivestono.
- vascolare, in quanto l'acqua che lo riempie giunge abbastanza vicino a tutti i tessuti del corpo, fornendo nutrimento ed ossigeno e rimuovendo anidride carbonica e sostanze di rifiuto.

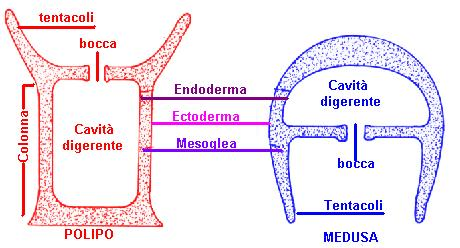
Morfologia di polipo e medusa

Il modello strutturale dei Celenterati si concretizza in due forme: polipo e medusa.
I polipi sono di norma sessili, ossia fissati ad un supporto solido, e quindi bentonici, con l'apertura boccale verso l'alto.
Le meduse sono invece natanti, con l'apertura boccale verso il basso. Il corpo delle meduse, data la sua forma, è detto ombrella; la parte aborale dell'ombrella (normalmente rivolta verso l'alto), convessa, è detta esombrella, mentre la parte orale (normalmente rivolta verso il basso), concava, è detta subombrella; questa si prolunga al centro in una struttura tubuliforme più o meno allungata detta manubrio, che termina con la bocca. I tentacoli di norma si dipartono dal margine dell'ombrella (cioè al confine fra esombrella e subombrella).
Fanno parte del plancton, in quanto non nuotano attivamente in direzione orizzontale, pur potendo contrarre l'ombrella per muoversi verticalmente.
Nello strato esterno del corpo (epiderma) sono presenti cellule differenziate.
- Le cellule muscolari, in grado di contrarsi e garantire il movimento e il tono del corpo.
- Le cellule nervose, in grado di trasmettere stimoli. Nei polipi il sistema nervoso è a rete, senza una particolare organizzazione. Nelle meduse c'è un accenno di gerarchizzazione, con raggi nervosi principali che partono dalla sommità dell'ombrello. Tra lo strato esterno e quello interno che tappezza il Celenteron (gastroderma) c'è uno strato gelatinoso, la mesoglea, acellulare almeno nelle forme più primitive.

Sulla superficie, soprattutto sui tentacoli, sono presenti cellule urticanti, i cnidocisti, che funzionano una volta sola, per cui devono essere rigenerate. Hanno funzioni difensive e anche offensive, soprattutto quando si tratta di paralizzare la preda. Esse si attivano quando vengono toccate, grazie a un meccanocettore detto cnidociglio, ed estroflettono dei filamenti urticanti detti cnidocisti  (dal greco κνίδα knìda, ortica). Le cnidocisti possono essere di diverso tipo: nematocisti o spirocisti, e sono collegate agli cnidoblasti che contengono un liquido urticante. Le cnidocisti, in genere, inoculano una sostanza che uccide la preda per shock anafilattico. Il liquido urticante ha azione neurotossica o emolitica, la cui natura può variare a seconda della specie, ma di solito è costituita da una miscela di tre proteine a effetto sinergico: ipnossina, talassina e congestina. L'ipnossina ha effetto anestetico, quindi paralizzante; la talassina ha un comportamento allergenico che causa una risposta infiammatoria; la congestina paralizza l'apparato circolatorio e respiratorio.
Anche se non tutte le meduse sono urticanti, alcune, come le cubomeduse, sono particolarmente pericolose per l'uomo: in taluni casi possono causare anche la morte per shock anafilattico.
Nei polipi gli unici sensi presenti sono il tatto e la sensibilità alle sostanze disciolte nell'acqua.
Nelle meduse troviamo due organi di senso veri e propri.
- La statocisti, una vescicola ricoperta internamente di cellule ciliate e contenente uno statolito, un corpo minerale secreto dall'animale. Esso permette alla medusa di reagire a cambiamenti della posizione rispetto alla verticale, in quanto lo statolito preme in quel caso su parti diverse della parete.
- Una macchia oculare, sensibile all'intensità luminosa, che permette all'animale di regolare la sua profondità secondo l'intensità della luce.

## Biologia

### Alimentazione
La dieta degli cnidari è carnivora: si nutrono di copepodi e piccoli pesci, in stadi più giovanili si alimentano di fitoflagellati e rotiferi. L'abbondanza di cibo è importante per lo sviluppo degli cnidari dato che è l'elemento principale affinché la strobilazione degli idrozoi e degli scifozoi abbia luogo.
La preda viene catturata grazie all'inoculazione di veleno attraverso gli cnidocisti, di cui tutte le specie del phylum sono provviste e in seguito introdotta nella cavità interna per essere digerita. La digestione è in parte extracellulare e in parte intracellulare. La digestione extracellulare avviene per via di enzimi digestivi prodotti nel celenteron. La digestione intracellulare è ottenuta dalle cellule stesse che fagocitano e digeriscono al proprio interno piccole particelle di cibo. I residui della digestione vengono poi espulsi dalla bocca nell'ambiente esterno. Non è presente l'ano, ma è la bocca a svolgere entrambe le funzioni di ingestione e espulsione delle sostanze. 

### Riproduzione
La riproduzione sessuata è presente in tutte le specie; quella asessuale, per lo più per gemmazione o frammentazione, si ha in genere nei polipi.
Esistono specie nelle quali si ha alternanza di generazioni tra polipi e meduse. In questi casi, le meduse si riproducono sessualmente, producendo dei gameti che vengono espulsi dalla cavità gastrovascolare. La fecondazione avviene nell'acqua; dall'uovo fecondato si sviluppa la larva cigliata, detta planula, che a un certo punto si adagia in una zona ottimale e incomincia a crescere dando origine all'embrione. Quest'ultimo si riproduce asessualmente per strobilazione dando origine alle meduse.

## Sistematica
Il phylum Cnidaria viene suddiviso generalmente in 6 classi, ciascuna delle quali comprendente una vasta diversità di organismi accomunati da un simile ciclo vitale e da medesimi elementi di simmetria interna. Secondo Petersen (e successivamente Bouillon), gli Cnidari sono suddivisi in due sub-phylum: gli Anthozoaria che hanno unicamente fase polipoide e i Medusozoa che hanno sia la fase di medusa che di polipo. I Medusozoi sono poi suddivisi in Idrozoi, Cubozoi e Scifozoi.
- Classe Anthozoa (Antozoi) coralli
  - Sottoclasse Ceriantharia
    - Ordine Penicilaria
    - Ordine Spirularia

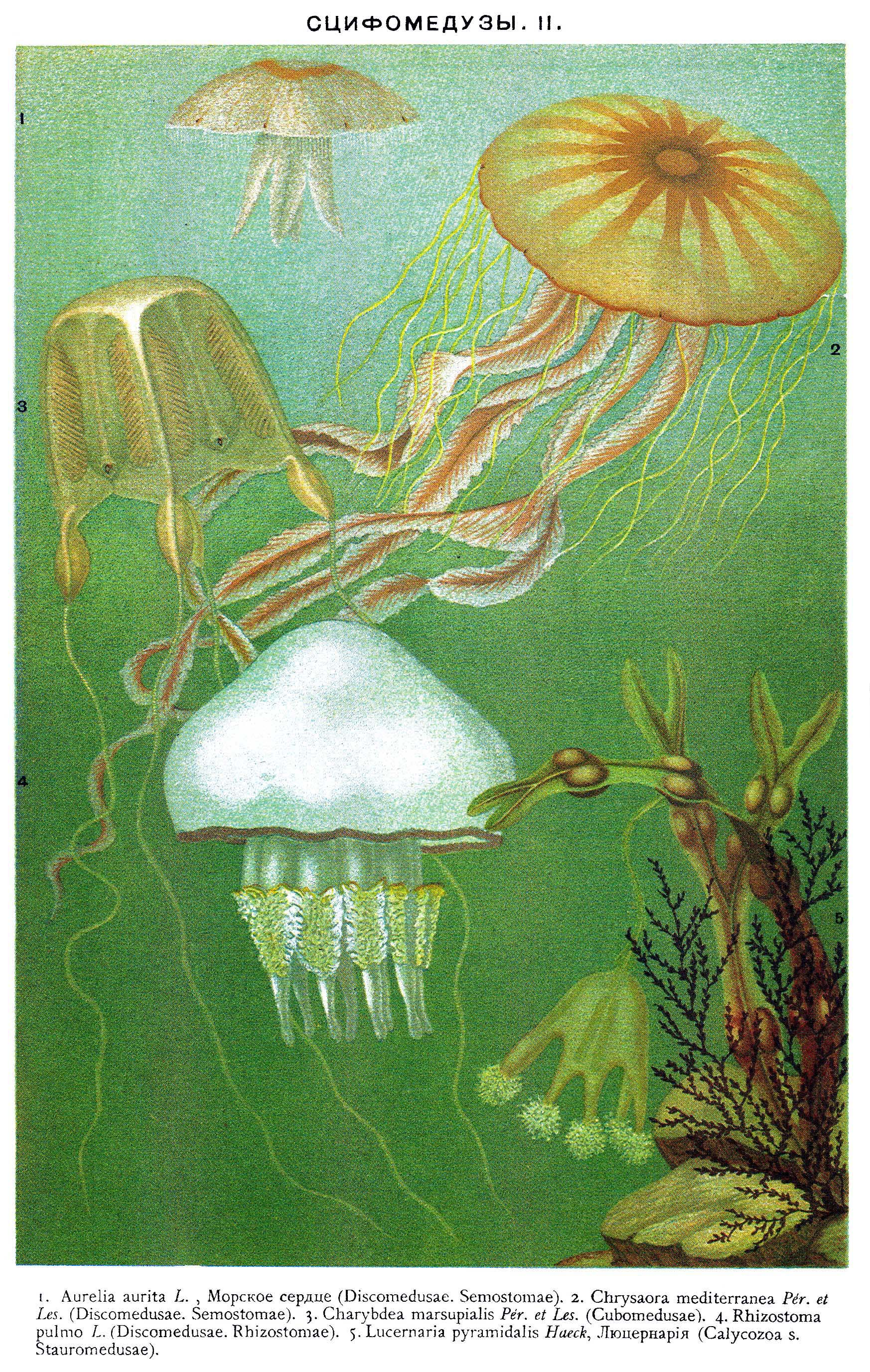
Diversi Cnidaria dal Dizionario Enciclopedico di Brockhaus ed Efron (1890—1907).
1. Aurelia aurita (Discomedusae, Semaeostomeae)
2. Chrysaora mediterranea (Discomedusae, Semaeostomeae)
3. Carybdea marsupialis (Cubomedusae)
4. Rhizostoma pulmo (Discomedusae, Rhizostomeae)
5. Lucernaria pyramidalis (Stauromedusae)

  - Sottoclasse Hexacorallia (Esacoralli)
    - Ordine Actiniaria anemoni di mare
    - Ordine Antipatharia
    - Ordine Corallimorpharia
    - Ordine Rugosa †
    - Ordine Scleractinia
    - Ordine Zoantharia

  - Sottoclasse Octocorallia (octocoralli)
    - Ordine Alcyonacea
    - Ordine Helioporacea
    - Ordine Pennatulacea

- Classe Hydrozoa (Idrozoi) meduse e polipi
  - Sottoclasse Hydroidolina o Hydroida
    - Ordine Anthoathecata
    - Ordine Leptothecata
    - Ordine Siphonophora

  - Sottoclasse Trachylinae o Automedusae
    - Ordine Actinulida
    - Ordine Limnomedusae
    - Ordine Narcomedusae
    - Ordine Trachymedusae

- Classe Scyphozoa (Scifozoi) meduse e polipi
  - Sottoclasse Discomedusae
    - Ordine Semaeostomea
    - Ordine Rhizostomea

  - Sottoclasse Coronatae

- Classe Cubozoa (Cubozoi) meduse e polipi
  - Ordine Carybdeida o Cubomedusae
  - Ordine Chirodropida

- Classe Staurozoa (Staurozoi) meduse
  - Ordine Conulatae †
  - Ordine Stauromedusae

- Classe Myxozoa (Mixozoi) parassiti

- Classe incertae sedis
  - Famiglia Tesseranthidae

- Classe Polypodiozoa (filogenetica incerta nel 2014[8])
  - Ordine Polypodiidea